# Cocorăștii Colț
Cocorăștii Colț község és falu Prahova megyében, Munténiában, Romániában. A hozzá tartozó települések: Cheșnoiu, Cocorăștii Grind, Colțu de Jos, Ghioldum, Perșunari, Piatra és Satu de Sus.

## Fekvése
A megye déli részén található, a megyeszékhelytől, Ploieștitől,, tizenkilebc kilométerre délkeletre, a Prahova folyó jobb partjának közelében, Dâmbovița megye határánál.

## Története
Első írásos említése a 17. századból való.
A 19. század végén Cocorăști néven a község Prahova megye Târgșorul járásához tartozott és Colțul, Perșunari, Cheșnoiul, Cocorăști, Gheoldum valamint Țigănia falvakból állt. Összlakossága 1583 fő volt. A község tulajdonában volt egy iskola, mely a 19. század közepén nyitotta meg kapuit, két templom, egy-egy Cocorăști és Colțul falvakban, valamint két vízimalom a Prahova folyón.
1925-ös évkönyv szerint lakossága 1456 fő volt. 1931-ben Cocorăștii Colț néven említik.
1938-ban Prahova megye Câmpul járásának volt a része.
1950-ben közigazgatási átszervezés alapján, a Prahova-i régió Ploiești rajonjához került, majd 1952-ben a Ploiești régióhoz csatolták. 1964-ben Țigănia falu felvette a Satu de Sus nevet.
1968-ban a községet megszüntették és Mănești község közigazgatási irányítása alá helyezték, az újból létrehozott Prahova megyén belül.
2003-ban ismét községi rangot kapott.